# Cerkiew Narodzenia św. Jana Chrzciciela w Elblągu
Cerkiew Narodzenia św. Jana Chrzciciela w Elblągu – cerkiew greckokatolicka w Elblągu. 

## Historia
Grekokatolicy w Elblągu spotykali się w ewangelickiej kaplicy cmentarnej, przejętej zaraz po II wojnie światowej przez kościół rzymskokatolicki i od 1984 przekazanej wiernym obrządku bizantyjsko-ukraińskiego, którzy użytkowali obiekt jako cerkiew pod wezwaniem św. Jana Chrzciciela.
Inicjatywa budowy nowej cerkwi powstała po 2000 roku. Miała to być obszerniejsza budowla, architekturą przypominająca świątynie z terenów, z których wywodzili się przodkowie wiernych parafii. Rozpoczęto zbieranie środków na ten cel oraz pozyskanie działki pod budowę. Teren został zakupiony w 2006, co było możliwe dzięki upustowi udzielonemu przez miasto.
Plac budowy oraz krzyż zostały poświęcone w 2011 przez arcybiskupa Jana Martyniaka.
Pierwsze nabożeństwo (molebeń) w cerkwi miało miejsce 9 listopada 2019. Ostatecznie posługi zostały tu przeniesione od świąt Bożego Narodzenia w styczniu 2021. Dotychczas użytkowana cerkiew przy parku Traugutta została zwrócona parafii ewangelickiej, która w 2022 poświęciła ją jako kaplicę św. Anny.

## Architektura
Cerkiew powstała według projektu Romana Lewosiuka. Jest budowlą orientowaną na wschód, posiada 550 m² powierzchni użytkowej.